# Đức Thọ (phủ)
Phủ Đức Thọ (1831-1919) là tên một phủ nằm ở phía bắc tỉnh Hà Tĩnh thời nhà Nguyễn.
Phủ Đức Thọ được thành lập 1831, niên hiệu Minh Mạng thứ 12. Lúc đó trấn Nghệ An được chia thành 2 tỉnh: Nghệ An và Hà Tĩnh và phủ Đức Quang thuộc trấn Nghệ An được tách thành:
- huyện Thanh Chương nhập vào phủ Anh Đô thuộc về tỉnh Nghệ An.
- huyện Chân Phúc nhập vào phủ Diễn Châu thuộc về tỉnh Nghệ An.
- 4 huyện: Hương Sơn, La Sơn, Thiên Lộc, Nghi Xuân lập thành phủ Đức Thọ thuộc tỉnh Hà Tĩnh.

Năm 1919, chính quyền thực dân- phong kiến bỏ cấp phủ, các huyện thuộc phủ Đức Thọ trực thuộc tỉnh Hà Tĩnh.
Năm 1945, huyện La Sơn đổi tên thành huyện Đức Thọ.
Hiện nay (2008), vùng đất thuộc phủ Đức Thọ thời nhà Nguyễn nay là các huyện thị: Hương Sơn, Hương Khê, Vũ Quang, Đức Thọ, Can Lộc, Nghi Xuân, thị xã Hồng Lĩnh và phần đất phía bắc của huyện Lộc Hà.